# Pachymelus bettoni
Pachymelus bettoni är en biart som först beskrevs av Cockerell 1910.  Pachymelus bettoni ingår i släktet Pachymelus och familjen långtungebin. Inga underarter finns listade i Catalogue of Life.